# Olympische Winterspiele 1988/Teilnehmer (Niederländische Antillen)
| Gelbes Symbol für Goldmedaillen mit stilisierten Olympischen Ringen | Graues Symbol für Silbermedaillen mit stilisierten Olympischen Ringen | Braundes Symbol für Bronzemedaillen mit stilisierten Olympischen Ringen |
| ------------------------------------------------------------------- | --------------------------------------------------------------------- | ----------------------------------------------------------------------- |
| —                                                                   | —                                                                     | —                                                                       |

Die Niederländischen Antillen nahmen an den Olympischen Winterspielen 1988 im kanadischen Calgary mit zwei Athleten in zwei Sportarten teil.
Es war die erste Teilnahme der Niederländischen Antillen an Olympischen Winterspielen.

## Teilnehmer nach Sportarten

### Bob
| Athleten                             | Wettbewerb | Lauf 1  | Lauf 1 | Lauf 2      | Lauf 2 | Lauf 3      | Lauf 3 | Lauf 4      | Lauf 4 | Gesamt      | Gesamt |
| Athleten                             | Wettbewerb | Zeit    | Rang   | Zeit        | Rang   | Zeit        | Rang   | Zeit        | Rang   | Zeit        | Rang   |
| ------------------------------------ | ---------- | ------- | ------ | ----------- | ------ | ----------- | ------ | ----------- | ------ | ----------- | ------ |
| Männer                               |            |         |        |             |        |             |        |             |        |             |        |
| Bart Carpentier Alting Bart Drechsel | Zweierbob  | 59,60 s | 30     | 1:00,78 min | 27     | 1:01,95 min | 32     | 1:01,40 min | 31     | 4:03,73 min | 29     |

### Rodeln
| Athleten               | Wettbewerb | Lauf 1   | Lauf 1 | Lauf 2   | Lauf 2 | Lauf 3   | Lauf 3 | Lauf 4   | Lauf 4 | Gesamt       | Gesamt |
| Athleten               | Wettbewerb | Zeit     | Rang   | Zeit     | Rang   | Zeit     | Rang   | Zeit     | Rang   | Zeit         | Rang   |
| ---------------------- | ---------- | -------- | ------ | -------- | ------ | -------- | ------ | -------- | ------ | ------------ | ------ |
| Männer                 |            |          |        |          |        |          |        |          |        |              |        |
| Bart Carpentier Alting | Einsitzer  | 50,802 s | 37     | 53,468 s | 37     | 53,501 s | 35     | 52,142 s | 35     | 3:29,913 min | 36     |